# Kenny Hasbrouck
Kenneth Brian Hasbrouck, detto Kenny (Washington, 14 agosto 1986), è un cestista statunitense.

## Statistiche

### NCAA
| Anno      | Squadra      | PG  | PT  | MP   | TC%  | 3P%  | TL%  | RP  | AP  | PRP | SP  | PP   |
| --------- | ------------ | --- | --- | ---- | ---- | ---- | ---- | --- | --- | --- | --- | ---- |
| 2005-2006 | Siena Saints | 28  | 28  | 31,5 | 46,3 | 40,8 | 81,4 | 4,3 | 2,6 | 1,9 | 0,1 | 12,4 |
| 2006-2007 | Siena Saints | 32  | 32  | 30,6 | 47,7 | 36,6 | 78,8 | 2,6 | 2,6 | 1,6 | 0,1 | 16,1 |
| 2007-2008 | Siena Saints | 34  | 34  | 31,6 | 44,2 | 38,9 | 71,9 | 2,3 | 2,2 | 2,3 | 0,2 | 16,1 |
| 2008-2009 | Siena Saints | 35  | 35  | 30,8 | 40,7 | 34,8 | 65,7 | 3,5 | 2,8 | 2,0 | 0,2 | 14,6 |
| Carriera  | Carriera     | 129 | 129 | 31,1 | 44,3 | 37,3 | 74,5 | 3,4 | 2,6 | 1,9 | 0,1 | 14,9 |

#### Massimi in carriera
- Massimo di punti: 36 vs Rider (27 gennaio 2007)[1]
- Massimo di rimbalzi: 10 vs Rider (7 gennaio 2006)
- Massimo di assist: 8 vs Marist (28 gennaio 2006)
- Massimo di palle rubate: 7 vs Syracuse (12 gennaio 2007)
- Massimo di stoppate: 2 vs Iona (1º febbraio 2007)
- Massimo di minuti giocati: 44 vs Ohio State (20 marzo 2009)

## Palmarès

### Club
- Supercoppa LNP: 1

Fortitudo Bologna: 2018
Campionato italiano dilettanti: 1
Fortitudo Bologna: 2018-19

### Personale
- MAAC Player of the Year: 1

Siena College: 2009
- All-MAAC First team: 2

Siena College: 2008, 2009